# Kerber
Kerber (lat. Cerberus, gr. Kerberos) je bil v grški mitologiji troglavi pes, ki je pazil, da ne bi kakšna umrla duša zbežala iz Hada in da ne bi kakšna živa duša vanj vstopila.
Kerber je potomec Echidne in Typhona, ki ima tri pasje glave in rep zmaja, skozi njegovo telo pa mu rastejo kače.
Straži vhod v podzemlje boga Hada. Vsakemu umrlemu prijazno pomaha in ga spusti noter, vendar pa nikomur ne dovoli, da bi se vrnil. Prelisičil ga je le Orfej, ki ga je s pomočjo svoje čarobne lire uspaval in živ odšel v podzemlje, da bi boga podzemlja prepričal naj mu vrne ljubljeno Evridiko , ki je umrla, ker jo je ugriznila kača. Bog podzemlja Hades mu je dovolil odpeljati ljubljeno ženo pod pogojem, da se ne ozre nazaj, a ker sredi poti ni več zaslišal korakov svoje ljubljene se je ozrl nazaj in Evridiko za zmeraj izgubil
Kerberja je kot zadnjo nalogo moral ujeti Heraklej, ki ga je iz Hadesa odpeljal tako, da je bil z njim kot prvi prijazen in mu je zato Kerber sledil sam od sebe.
Kerber pa nastopi tudi v romanu Heinricha von Veldeka, v njegovem Romanu o Eneju (nem. Eneasroman), ki naj bi bil obdelava starofrancoskih del Roman d`Eneas, ter vergilovega romana Eneas (fr. Aeneis). Eneju pokojni oče Anchises, ki prebiva v peklu, sporoči, da mora Enej skupaj s Sibilo iz Inconiuma (danes Konya) prečkati pekel. Na poti skozi pekel srečata tudi Kerberja, ki ga Heinrich von Veldeke opiše kot stvor s tremi pasjimi glavami, katere bruhajo ogenj, iz nosov in ušes pa se mu vali dim. Telo je hrapavo in v celoti pokrito s kačami, namesto krepljev pa je imel parklje. Iz gobcev močno zaudarja in se cedi vroča slina. Eneja popade grozen strah, v tem trenutku Sibila nekaj zašepeta in Kerber, skupaj z vsemi kačami, hipoma zaspi.